# European Golden League femminile
L'European Golden League è una competizione pallavolistica femminile per squadre nazionali europee, organizzata annualmente dalla CEV.

## Edizioni
| Edizione                                                      | Edizione                  | Podio         | Podio         | Podio         |
| Anno                                                          | Sede della finale         | Campione      | Seconda       | Terza         |
| ------------------------------------------------------------- | ------------------------- | ------------- | ------------- | ------------- |
| Dal 2009 al 2017 la competizione è denominata European League |                           |               |               |               |
| 2009 Dettagli                                                 | Kayseri                   | Serbia        | Turchia       | Bulgaria      |
| 2010 Dettagli                                                 | Ankara                    | Serbia        | Bulgaria      | Turchia       |
| 2011 Dettagli                                                 | Istanbul                  | Serbia        | Turchia       | Bulgaria      |
| 2012 Dettagli                                                 | Karlovy Vary              | Rep. Ceca     | Bulgaria      | Serbia        |
| 2013 Dettagli                                                 | Varna                     | Germania      | Belgio        | Bulgaria      |
| 2014 Dettagli                                                 | Bursa Rüsselsheim         | Turchia       | Germania      | -             |
| 2015 Dettagli                                                 | Érd Smirne                | Ungheria      | Turchia       | -             |
| 2016 Dettagli                                                 | Nitra Baku                | Azerbaigian   | Slovacchia    | -             |
| 2017 Dettagli                                                 | Helsinki Ivano-Frankivs'k | Ucraina       | Finlandia     | -             |
| Dal 2018 la competizione è denominata European Golden League  |                           |               |               |               |
| 2018 Dettagli                                                 | Budapest                  | Bulgaria      | Ungheria      | Rep. Ceca     |
| 2019 Dettagli                                                 | Varaždin                  | Rep. Ceca     | Croazia       | Bielorussia   |
| 2020                                                          | Non disputata             | Non disputata | Non disputata | Non disputata |
| 2021 Dettagli                                                 | Ruse                      | Bulgaria      | Croazia       | Spagna        |
| 2022 Dettagli                                                 | Orléans                   | Francia       | Rep. Ceca     | -             |
| 2023 Dettagli                                                 | Piatra Neamț Lund         | Ucraina       | Svezia        | -             |
| 2024 Dettagli                                                 | Ostrava                   | Svezia        | Rep. Ceca     | Belgio        |
| 2025 Dettagli                                                 | Ängelholm                 | Ucraina       | Ungheria      | Romania       |

## Medagliere
| Pos. | Squadra     | 1º posto | 2º posto | 3º posto | Totale |
| ---- | ----------- | -------- | -------- | -------- | ------ |
| 1    | Serbia      | 3        | 0        | 1        | 4      |
| 2    | Ucraina     | 3        | 0        | 0        | 3      |
| 3    | Bulgaria    | 2        | 2        | 3        | 7      |
| 4    | Rep. Ceca   | 2        | 2        | 1        | 5      |
| 5    | Turchia     | 1        | 3        | 1        | 5      |
| 6    | Ungheria    | 1        | 2        | 0        | 3      |
| 7    | Germania    | 1        | 1        | 0        | 2      |
| 7    | Svezia      | 1        | 1        | 0        | 2      |
| 9    | Azerbaigian | 1        | 0        | 0        | 1      |
| 9    | Francia     | 1        | 0        | 0        | 1      |
| 11   | Croazia     | 0        | 2        | 0        | 2      |
| 12   | Belgio      | 0        | 1        | 1        | 2      |
| 13   | Finlandia   | 0        | 1        | 0        | 1      |
| 13   | Slovacchia  | 0        | 1        | 0        | 1      |
| 15   | Bielorussia | 0        | 0        | 1        | 1      |
| 15   | Romania     | 0        | 0        | 1        | 1      |
| 15   | Spagna      | 0        | 0        | 1        | 1      |